# SN 2007ln
SN 2007ln – supernowa typu Ia-? odkryta 3 października 2007 roku w galaktyce A034043+0100. W momencie odkrycia miała maksymalną jasność 21,80m.